# Tetragnatha brachychelis
Tetragnatha brachychelis este o specie de păianjeni din genul Tetragnatha, familia Tetragnathidae, descrisă de Caporiacco, 1947. Conform Catalogue of Life specia Tetragnatha brachychelis nu are subspecii cunoscute.